# 176 (liczba)
176 (sto siedemdziesiąt sześć) – liczba naturalna następująca po 175 i poprzedzająca 177.

## W matematyce
- 176 jest liczbą praktyczną[1]
- 176 jest liczbą wesołą[2]
- 176 jest palindromem liczbowym, czyli może być czytana w obu kierunkach, w pozycyjnym systemie liczbowym o bazie 15 (BB)
- 176 należy do dziesięciu trójek pitagorejskich (57, 176, 185), (132, 176, 220), (176, 210, 274), (176, 330, 374), (176, 468, 500), (176, 693, 715), (176, 960, 976), (176, 1932, 1940), (176, 3870, 3874), (176, 7743, 7745).

## W nauce
- liczba atomowa unsepthexium (niezsyntetyzowany pierwiastek chemiczny)
- galaktyka NGC 176
- planetoida (176) Iduna
- kometa krótkookresowa 176P/LINEAR

## W kalendarzu
176. dniem w roku jest 25 czerwca (w latach przestępnych jest to 24 czerwca). Zobacz też co wydarzyło się w roku 176, oraz w roku 176 p.n.e.